# Louis Becker
 (décembre 2020).
Si vous disposez d'ouvrages ou d'articles de référence ou si vous connaissez des sites web de qualité traitant du thème abordé ici, merci de compléter l'article en donnant les références utiles à sa vérifiabilité et en les liant à la section « Notes et références ».
Louis Becker est un réalisateur, producteur et acteur français né le 31 août 1956.

## Biographie
Il est le dirigeant de la société de production ICE3. Il est le fils de Jean Becker et le petit-fils de Jacques Becker.

## Filmographie

### Réalisateur
- 2012 : Les Papas du dimanche

### Producteur
- 1991 : Les Secrets professionnels du Dr Apfelglück
- 1994 : Un Indien dans la ville
- 1997 : Un Indien à New York
- 1997 : Quatre garçons pleins d'avenir
- 1998 : Charité biz'ness
- 1999 : Les Collègues
- 1999 : C'est pas ma faute !
- 2000 : La Défense Loujine
- 2000 : Le Prince du Pacifique
- 2001 : Les gens en maillot de bain ne sont pas (forcément) superficiels
- 2003 : Effroyables Jardins
- 2004 : L'Ex-femme de ma vie
- 2005 : Foon
- 2007 : Dialogue avec mon jardinier
- 2008 : Deux jours à tuer
- 2009 : Je te mangerais
- 2010 : La Tête en friche
- 2012 : Les Papas du dimanche
- 2012 : Bienvenue parmi nous
- 2018 : Le Collier rouge

### Directeur de production
- 1980 : Inspecteur la Bavure de Claude Zidi
- 1983 : L'Été meurtrier de Jean Becker
- 1985 : On ne meurt que deux fois de Jacques Deray
- 1985 : Le Mariage du siècle de Philippe Galland
- 1986 : Jeux d'artifices de Virginie Thévenet
- 1988 : La vie est un long fleuve tranquille d'Étienne Chatiliez

### Assistant réalisateur
- 1977 : Cet obscur objet du désir de Luis Buñuel
- 1979 : Je te tiens, tu me tiens par la barbichette de Jean Yanne
- 1980 : Le Coup du parapluie de Gérard Oury
- 1982 : Elle voit des nains partout ! de Jean-Claude Sussfeld
- 1983 : Hanna K. de Costa-Gavras

### Acteur
- 1986 : Jeux d'artifices de Virginie Thévenet
- 1988 : La vie est un long fleuve tranquille d'Étienne Chatiliez
- 1993 : Libera me d'Alain Cavalier
- 1994 : Un Indien dans la ville d'Hervé Palud
- 1997 : Quatre Garçons pleins d'avenir de Jean-Paul Lilienfeld
- 1998 : Les Collègues de Philippe Dajoux